# Surama
Surama es una aldea amerindia en la zona norte de Rupununi y la región del Alto Takutu-Alto Esequibo de Guyana. Se encuentra en la región conocida como Guayana Esequiba, la cual es reivindicada por Venezuela.

## Historia
El área de tierra en la que se encuentra Surama ha estado habitada esporádicamente durante muchos años. Un sendero establecido para el ganado atravesaba el área a principios del siglo XX y Surama era un importante punto de parada en ese sendero. Sin embargo, a medida que el sendero para el ganado disminuyó, también lo hizo el número de habitantes en el área y en la década de 1970 Surama estaba completamente desierta. El moderno pueblo de Surama fue fundado en la década de 1970 por dos hermanos, Fred y Theo Allicock.

### Ecoturismo

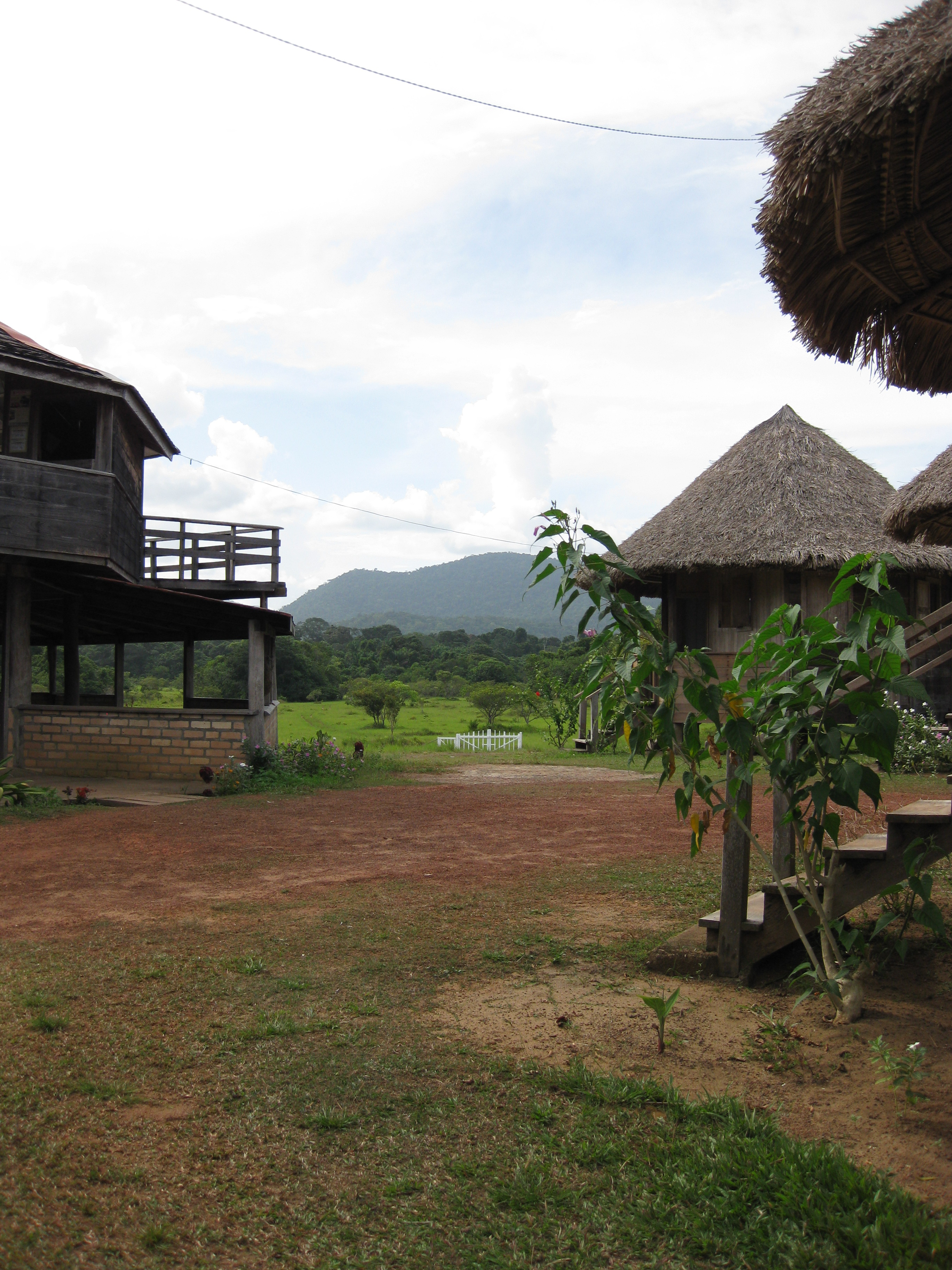
Surama Eco-Lodge (2009)

Tras la construcción de la carretera Linden-Lethem a mediados y finales de la década de 1970, Surama y las áreas circundantes se volvieron más accesibles para el público en general. En 1996, Surama recibió a sus primeros turistas y el dinero que le dieron a la comunidad para pagar su estadía financió la construcción del primer albergue de huéspedes de Surama. Desde entonces, la aldea se ha convertido en líder en ecoturismo comunitario en Guyana. En 2011, Surama Eco-Lodge fue catalogado por National Geographic como uno de los "mejores hoteles en Colombia, Guyana y Venezuela"; y en el mismo año fue el ganador conjunto del Premio a la Excelencia en Turismo Sostenible de la Organización de Turismo del Caribe, junto con Harrison's Caveen Barbados.

## Descripción y ubicación
La aldea de Surama se extiende a lo largo de 12,95 kilómetros cuadrados de tierra y está ubicada en un valle en el límite de la selva tropical de Guyana y las sabanas del norte de Rupununi. Está delimitado por el área protegida del bosque de Iwokrama, el río Burro-Burro y las montañas Pacaraima. La montaña Surama se encuentra al este del pueblo.

## Economía
Hasta mediados de la década de 1990, la economía de Surama se basaba principalmente en la agricultura de subsistencia, con una minoría de aldeanos masculinos que tomaban trabajos remunerados como madereros o mineros de oro en la región noroeste de Guyana o al otro lado de la frontera con Brasil. Sin embargo, tras el creciente éxito del ecoturismo, Surama Eco-Tourism ahora proporciona aproximadamente el 60% de los ingresos de Surama y el 75% de los hogares obtienen ingresos del comercio turístico.
- Datos: Q7645361
- Multimedia: Surama / Q7645361